# Carl Fredrik Adelcrantz
Carl Fredrik Adelcrantz (Estocolmo, 1716 – Estocolmo, 1796) foi um arquiteto e conde sueco do séc. XVIII.

## Algumas obras
Desenhou obras em estilo rococó, como o Palácio Chinês (Kina slott), o Teatro de Ulriksdal (Ulriksdals slottsteater) e o Teatro do Palácio de Drottningholm (Drottningholms slottsteater), além de obras em estilo neoclássico de inspiração francesa, como a Igreja de Adolf Fredrik (Adolf Fredriks kyrka).

## Galeria

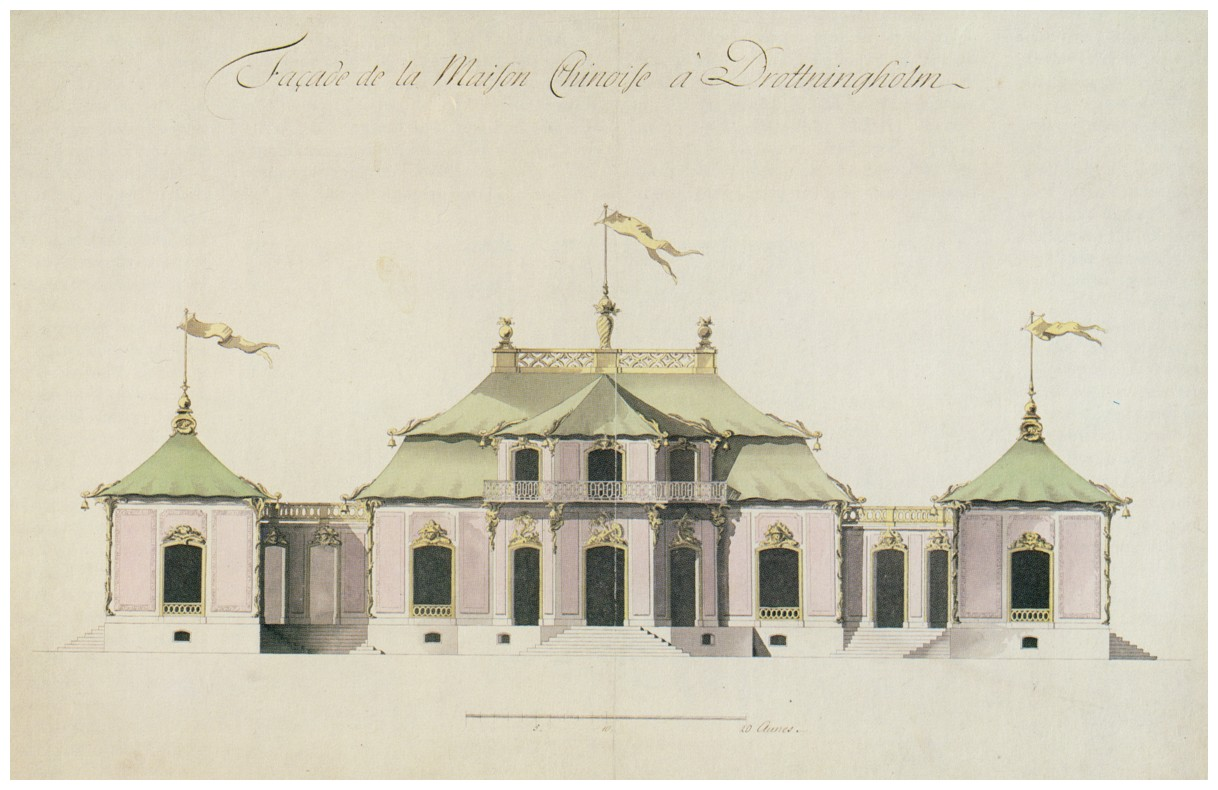
Palácio Chinês (Kina slott) 1763
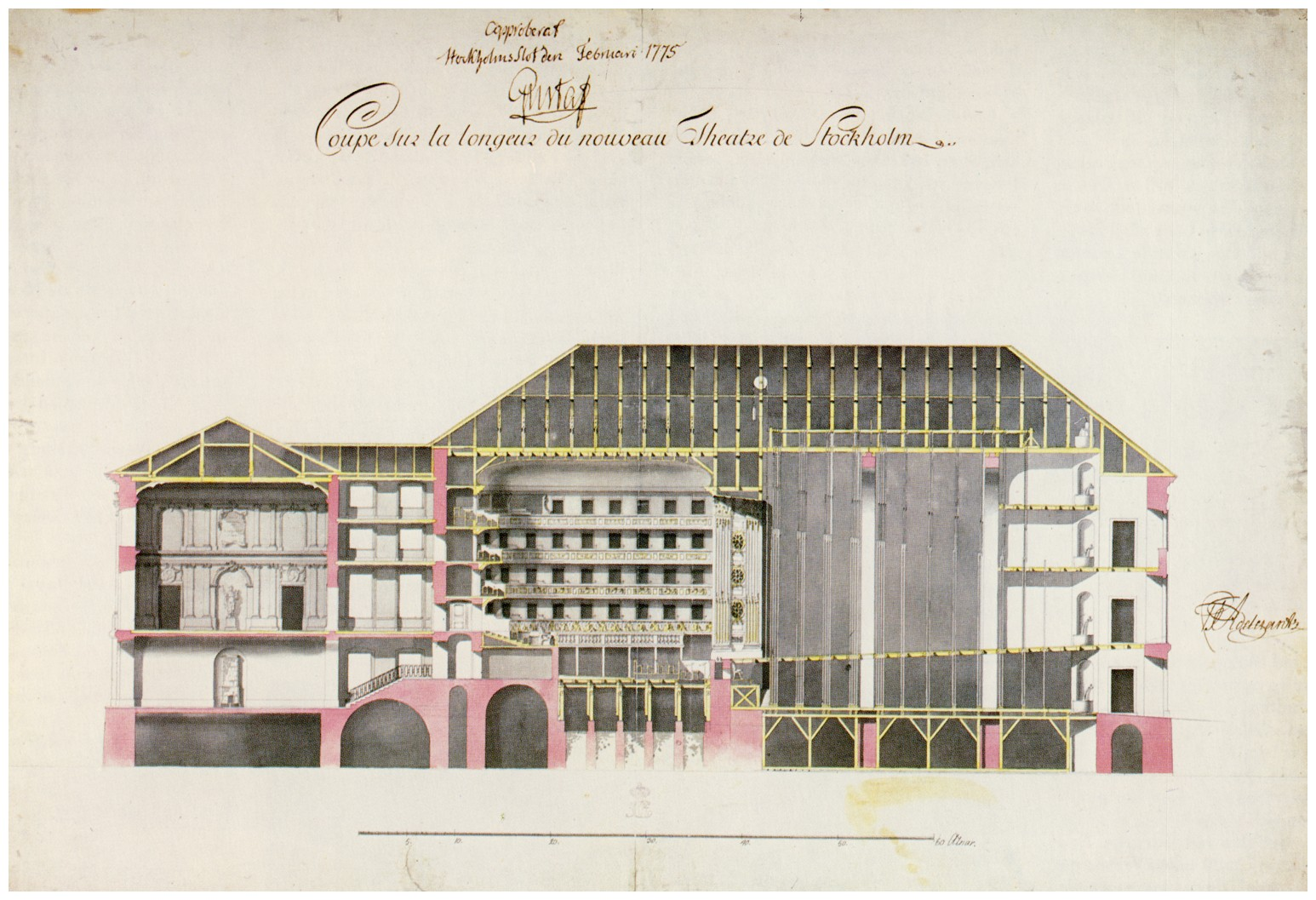
Ópera Gustaviana (Gustavianska operahuset) 1782
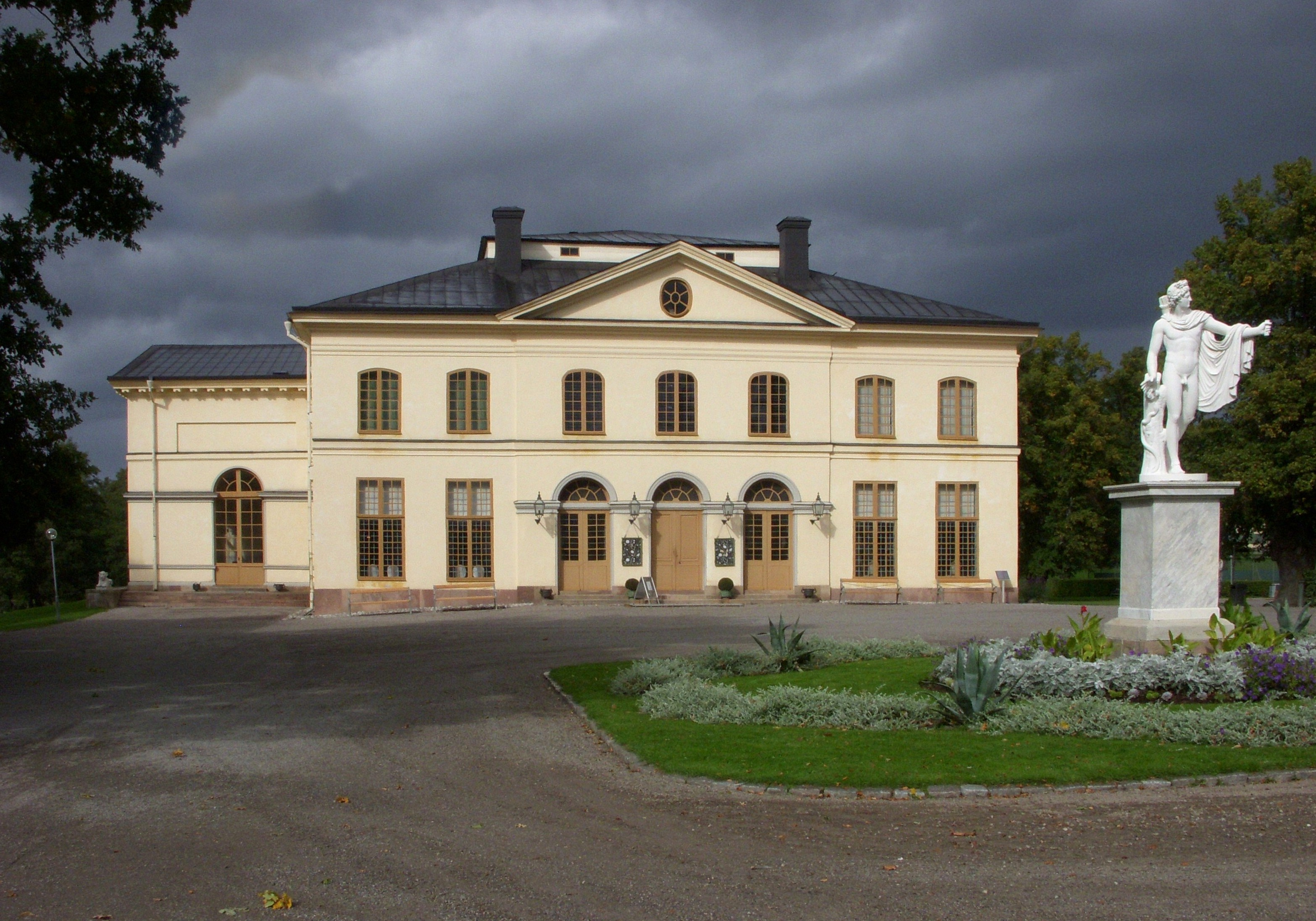
Teatro do Palácio de Drottningholm (Drottningholms slottsteater) 1766
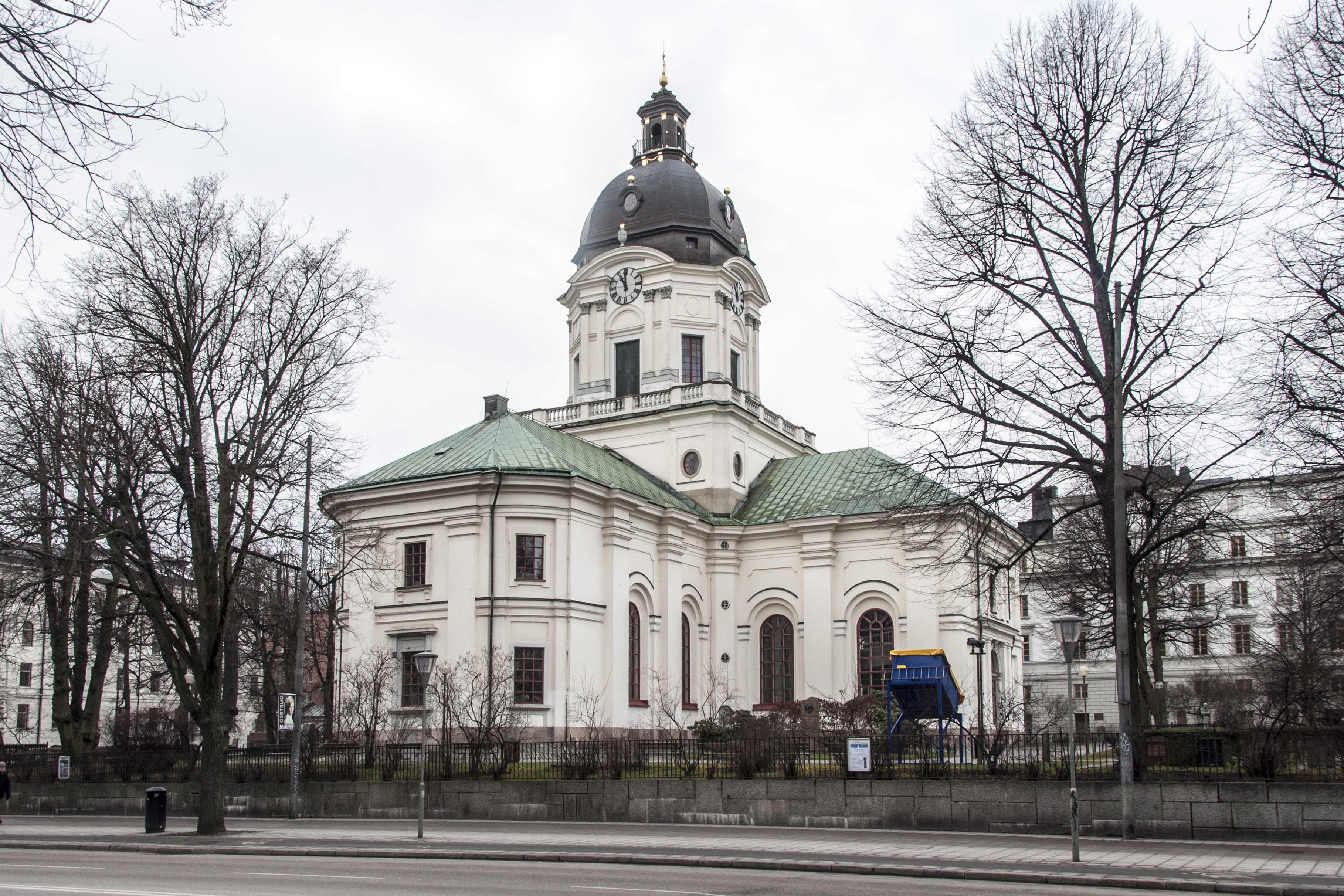
Igreja de Adolf Fredrik (Adolf Fredriks kyrka) 1768